# Кругозор (журнал, Бостон)
«Кругозор» — американский ежемесячный журнал на русском языке (ISSN 1934-8991). Издатель — компания Krugozor, Inc., главный редактор — Александр Болясный. Выходит в Бостоне (США).
Своё кредо «Кругозор» обозначил как журнал для тех, кто «не хлебом единым», а цель — «сеять доброе, светлое, чистое, будить мысль и помогать познавать тот вместительный миг, который называется жизнью». Журнал рождён энтузиастами на их средства, не перегружен рекламой, лёгок для чтения, хорошо иллюстрирован, делается высокопрофессиональными журналистами, дизайнерами, полиграфистами из разных стран. «Кругозор» многонационален и по составу тех, кто его делает, и по своей тематике. На его страницах — повествования о национальных ценностях разных народов. Периодически публикуются выпуски «Спадщина» на украинском языке — для украинской общины, а также на русском — «Меджлис»: для этнической общины турок-месхетинцев.
Печатная версия начала выходить в сентябре 2006 г. Распространяется в Новой Англии, а также по подписке в пределах США. Численность авторского состава — более 50 человек из разных стран.
Рубрики:
«Гость номера», «Отовсюду», «Позиция», «История», «Зарубки в памяти», «Вечные ценности», «Один из нас», «Из журналистского досье», «Из стола», «Непознанное» «Из дальних странствий», «Первопроходцы», «Спадщина», «Меджлис» и др.
В числе героев главной рубрики — «Гость номера» — патриарх русской поэзии Наум Коржавин (США), чемпион мира по боксу Виталий Кличко (Украина), прима-балерина Бостонского балета Лариса Пономаренко (США), директор Национального Украинского Научного Антарктического центра Валерий Литвинов (Украина), главный режиссёр русского драматического театра им. Л. В. Варпаховского в Монреале Григорий Зискин (Канада), композитор и журналист Сергей Колмановский (Германия), астронавт доктор Джеффри Хоффман (США), рекордсмен Книги рекордов Гиннеса как самый юный профессиональный художник планеты Стас Шпанин (США), легенда российской эстрады и русская звезда Бродвея Аида Ведищева (США), ректор школы-студии МХАТ Анатолий Смелянский (Россия), правнучка Ф. И. Шаляпина Дася Познер (США), известный советский поэт-песенник Виктор Гин (Израиль), дочь основоположника практической советской космонавтики С. П. Королёва — Наталья Королёва (США), актриса, поэт, писатель и исполнитель своих песен Валерия Коренная (США) и др.
Электронная версия , выходящая с апреля 2007 года, не дублирует печатное издание, а дополняет его. Открыта и продолжает комплектоваться электронная библиотека «Кругозора», состоящая из малоизвестных и эксклюзивных произведений. Форумы «Кругозора» открыты для полемики, дискуссий, но таких, которые не пробуждают радикализм, антагонизм, низменное.